# Mercato internazionale del film e del documentario
Le Mercato internazionale del film e del documentario, puis Mercato internazionale del cinema e del multimediale, en acronyme MIFED, était un marché du film organisé à Milan jusqu'en 2004 et créé par Michele Guido Franci, à l'époque secrétaire général de l'organisme autonome de la Foire de Milan.

## Historique
Lancé en 1960 et se tenant initialement deux fois par an dans les pavillons de la Foire de Milan, il était considéré comme le plus ancien marché du film au monde avec le Marché du Film du Festival de Cannes (actif depuis 1959), dont il se distinguait en proposant des produits à la fois pour le cinéma et la télévision.
Depuis le début des années 1990, il a subi la concurrence directe de l'American Film Market, qui a fini par se superposer au MIFED, entraînant la fin de la manifestation milanaise.
En 2008, le Festival du film de Rome a tenté d'acquérir son nom pour son propre marché du film.